# Frères Davenport
Les frères Davenport, Ira Erastus Davenport (né le 17 septembre 1839 à Buffalo et mort le 8 juillet 1911) et William Henry Davenport (né le 1er février 1841 à Buffalo et mort le 1er juillet 1877), sont des magiciens spirites américains du XIXe siècle. Ils donnaient en spectacle des illusions qu'ils prétendaient être surnaturelles.

## Biographie
Ira Erastus Davenport, né le 17 septembre 1839 à Buffalo dans l'État de New York, et William Henry Davenport, né le 1er février 1841 à Buffalo, sont les fils de Ira Davenport, policier de Buffalo né en 1816, et de Virtue Honeysett née en 1819.
Après leurs débuts aux États-Unis, en 1864 ils voyagent en Angleterre où ils deviennent célèbres. La presse anglo-saxonne avait amplement décrit leurs mystérieux exercices et les polémiques qu'ils avaient suscitées.
En septembre 1865, les frères Davenport arrivent en France pour une série de représentations sous le nom de « manifestations spirites ».

### L'armoire des Davenport
Le spectacle des Davenport était en deux parties : 1. exercices de l'armoire et 2. séance dans les ténèbres,.

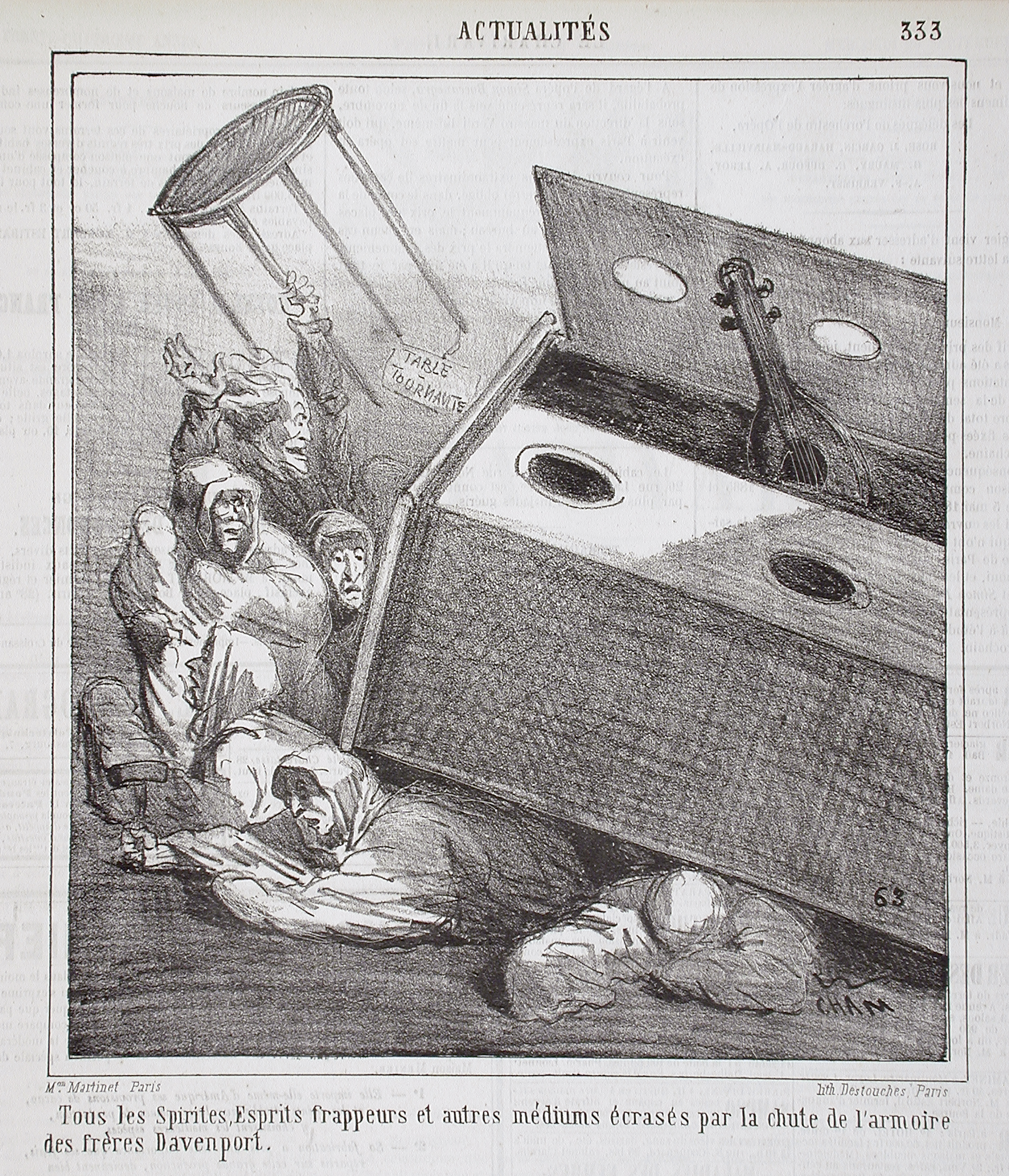
Tous les Spirites, Esprits frappeurs et autres médiums écrasés par la chute de l'armoire des frères Davenport.

D'après Jean-Eugène Robert-Houdin, l’exercice de l'armoire se déroulait à peu près ainsi : « une armoire à trois portes montée sur trois tréteaux est placée sur la scène, après avoir démontré au public l'absence de trucages à l'extérieur ou à l'intérieur de l'armoire, on forme un cercle de spectateurs se donnant la main autour de l'armoire. Les frères Davenport assistés par deux autres américains Mr Fay et Mr Cooper, entrent dans l'armoire, aux parois intérieures de l'armoire sont accrochés divers instruments de musique : violons, guitares, trompettes. Assis sur des petits bancs, les frères sont attachés très solidement aux mains et aux pieds avec des cordes et nœuds marins, réputés inextricables, puis on les enferme ; après un moment ils ressortent de l'armoire les mains et pieds libres. Le procédé est ensuite inversé quand ils rentrent libres dans l'armoire et qu'on laisse les cordes à leurs pieds, on referme, et quand la porte est ouverte de nouveau, on constate que les médiums sont de nouveau garrotés, puis à peine a-t-on refermé les portes que l'on entend une cacophonie d'instruments de musique… »
On assiste aussi à d'autres phénomènes du même genre comme des substitutions d'habits ou d'objets appartenant à des spectateurs, à la grande stupéfaction de l'auditoire.
Le 14 septembre 1865, leur première représentation à Paris au prix de 25 francs d'entrée, dans la salle Hertz rue de la Victoire, se termine comme à Liverpool quelque temps auparavant, par des violences et la destruction de l'armoire des Davenport par un public furieux d'avoir été dupé, quand un spectateur semble découvrir une supercherie sur les cordes utilisées pour attacher les Davenport,,, cet incident nécessitera l'intervention des sergents de ville et le remboursement des spectateurs.
Robert-Houdin, illusioniste français, donnera une explication logique du « truc des Davenport » dans un article et en démontrant dans son théâtre du boulevard du Temple, comment les Davenport s’attachaient et se détachaient. Bien qu'il déclare que les frères Davenport étaient des prestidigitateurs habiles, il réfute l'idée de spiritisme.
Anselme Bucher de Chauvigné, le gentleman-prestidigitateur, reproduira lui aussi, pour les discréditer, l’exercice de spiritisme des frères Davenport dans les salons artistiques et littéraires de la société parisienne.

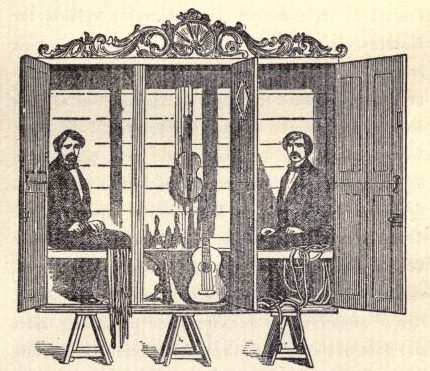
Le cabinet des frères Davenport

## Dans la culture
- L'Armoire des frères Davenport, film de Georges Méliès de 1902.
- Jules Verne mentionne les frères Davenport dans son roman Un capitaine de quinze ans (partie 2, chapitre XVII)[10].